# Генріх Ремлінгер (оберст)
Генріх Ремлінгер (нім. Heinrich Remlinger; 27 вересня 1913, Ульм — 23 липня 1951, Брянка) — німецький офіцер, оберст вермахту (30 січня 1945). Кавалер Лицарського хреста Залізного хреста.

## Біографія
Син генерал-майора Генріха Ремлінгера і його дружини Емілії, уродженої Бехтле. В 1932 році вступив в рейхсвер. На початку Другої світової війни служив в 15-му кавалерійському полку. В кінці 1942 року — командир 1-го батальйону 4-го танково-гренадерського полку 6-ї танкової дивізії.
21 січня 1945 року в супроводі Генріха Гіммлера прибув в Шнайдемюль, а 27 січня був призначений комендантом міста. Під час спроби прориву з оточеного міста 13 лютого Ремлінгер був взятий в полон радянськими військами. Помер в ув'язненні.

## Нагороди
- Медаль «За вислугу років у Вермахті» 4-го класу (4 роки)
- Залізний хрест 2-го і 1-го класу
- Нарукавний знак «За знищений танк» в сріблі
- Німецький хрест в золоті (21 березня 1943)
- Лицарський хрест Залізного хреста (30 січня 1945)